# にし阿波の花火
にし阿波の花火（にしあわのはなび）は、毎年秋に徳島県美馬市と三好市にまたがる吉野川河川敷の三野健康防災公園で開催される全国花火競技大会。西日本では希少かつ最大級の花火大会であり
、中国・四国地方唯一の花火競技大会でもある。

## 概要
約20,000発を打ち上げる西日本最大級の花火大会である。西日本の花火競技大会としては、熊本県八代市の「やつしろ全国花火競技大会」に続く2番目の開催となる。それまでは「やつしろ全国花火競技大会」が西日本唯一の花火競技大会であり、四国地方での開催は当大会が初となる。
2019年（令和元年）10月5日に第1回を開催。コロナ禍による中断をはさみ、開催を11月上旬に移して4年ぶりに、2023年（令和5年）11月11日に第2回を開催。翌2024年（令和6年）11月9日に第3回を開催した。

## 経緯
2018年（平成30年）に徳島青年会議所において、徳島といえば「阿波おどり」だが、それ以外のイベントを開催できないかという地域おこしの議論の中で、花火競技大会の開催案が浮上した。その背景には、徳島市には「阿波おどり」という観光資源があるため出身者が帰って来る機会となっているが、徳島県西部は県外に出た出身者が盆暮れにも帰省すらしない地域であるという、地元の危機意識があった。
また、花火大会といえば東日本が主流で西日本では盛んではなく、特に四国地方での開催は皆無であったが、歴史的には「阿波花火」には200年以上の歴史があり、かつては火薬生産量も日本一であったことから、花火や花火師を四国の地域資源と捉えて再興させたいという意図もあった。
四国の花火発祥の地は徳島であるとされ、現在でも西日本有数の花火の産地でもある。戦国時代から江戸時代の阿波国では武器として火薬を製造しており、勝浦川や那賀川の流域には火薬庫があった。江戸時代に入り武器としての火薬の需要が低下すると、軍用から転用されて花火も作られるようになった。現在も小松島市や那賀郡・海部郡など県内各地で花火が製造され、江戸時代から「吹筒花火」の技法が代々伝えられている。この「吹筒花火」は、徳島県と海部郡美波町の指定無形民俗文化財とされている。
このような経緯から花火競技大会の開催が検討され、「大曲の花火」として知られる全国花火競技大会の開催地である秋田県大仙市から「大曲花火倶楽部」副会長を招聘して講演を行い、徳島県内の150組織によるコンペティションなどを経て、最終的に現在地での開催が決定した。
そして翌2019年10月5日、徳島青年会議所の主導で美馬市と共同で「第1回 にし阿波の花火」を開催、約5万人を動員するに至った。しかし第2回開催を企画中にコロナ禍に見舞われ、2022年まで大規模な花火大会の開催は困難となった。その間に花火大会の開催主体の確立を進め。、同年6月1日に徳島青年会議所の有志により「一般社団法人SMASH ACTION」を設立。同団体では県内の様々なまちおこしイベントを手掛けつつ、コロナ禍の中でも小規模あるいはネット配信による花火大会を続けて「にし阿波の花火」の火を絶やすまいと努めていた。
その後、2023年11月11日に「第2回 にし阿波の花火」を開催。コロナ禍の間に運営母体の基礎固めを行うと同時に、花火師らとのつながりを維持してきたことで、徳島県内だけでなく東北・関東・中部地方から煙火店9社参加での大会となった。
翌2024年11月9日には「第3回 にし阿波の花火」を開催。第3回では参加煙火店が10社に増え、また初の試みとして音楽フェスティバル「MONTAKA 2024」も併催された。「MONTAKA 2024」のみの観覧はできず、花火大会の観覧チケットに加えて音楽フェスのチケットが別途必要（共通チケットも発売）。出演は川畑要 (CHEMISTRY) やhitomiなどを迎え、地元徳島で活動するミュージシャンも出演した。

なお、音楽フェスティバルを併催した背景には、会場の交通アクセスの問題があった。会場が最寄りの鉄道駅やインターチェンジから離れており、開催日には会場と最寄りインターチェンジを結ぶシャトルバスを運行したものの、終了後は観客が一斉に退場するため、毎回バス待ちに3時間程度を要するという結果となった。この交通アクセスの不便さは解消が困難なため、花火大会の後に音楽フェスティバルを開催することで観客の滞留を促し、少しでも花火大会終了後の混雑解消を図る目的もあって開催を試みたものである。

## 沿革
- 2019年10月5日 - 第1回開催[3]
- 2023年11月11日 - 第2回開催[1][3]
- 2024年11月9日 -  第3回開催、音楽フェスティバル「MONTAKA 2024」併催[2][3]

## 各年受賞者
第1回（2019年）
- 優勝：野村花火工業株式会社（茨城県）

第2回（2023年）
- 優勝：有限会社伊那火工堀内煙火店（長野県）
- 準優勝：有限会社岸火工品製造所（徳島県）
- 感動花火ランキング優勝：株式会社小松煙火工業（秋田県）

第3回（2024年）
- 優勝：有限会社伊那火工堀内煙火店（長野県）
- 準優勝：株式会社マルゴー（山梨県）
- 感動花火ランキング優勝：信州煙火工業株式会社（長野県）

## 交通アクセス
鉄道
- JR四国徳島線
  - 江口駅より徒歩30分（2.2km）。開催当日は徳島駅または阿波池田駅から臨時列車が設定される[5]。

自家用車
- 徳島自動車道
  - 美馬ICまたは吉野川スマートICを利用。開催当日は周辺駐車場よりシャトルバスあり[5]。
- JR利用者は、阿波池田駅もしくは穴吹駅の無料駐車場が利用可能[5]。